# Yasin (rapper)
Yasin Abdullahi Mahamoud, noto semplicemente come Yasin (Rinkeby, 11 gennaio 1998), è un rapper svedese.

## Biografia
Nato a Rinkeby, Yasin ha visto la svolta commerciale con la pubblicazione di Chicago nel 2018, che ha esordito al numero 69 della Sverigetopplistan. Il suo primo EP Handen under Mona Lisas kjol (Pt:1) ha raggiunto il vertice della classifica svedese e contiene i singoli DSGIS e XO, collocatosi rispettivamente all'8º posto e alla vetta della classifica nazionale.
Nel 2020 incide Sig sauer, realizzato con Dree Low e Greezako, e Workin, quest'ultimo contenuto in 98.01.11, il suo album in studio di debutto che ha conquistato la cima della Sverigetopplistan e l'11ª posizione della VG-lista norvegese. La IFPI Sverige ha certificato oltre 1 995 000 unità dei suoi album e brani, corrispondenti a undici dischi d'oro e ventuno di platino.

## Discografia

### Album in studio
- 2020 – 98.01.11
- 2020 – More to Life
- 2023 – Pistoler poesi och sex

### EP
- 2019 – Handen under Mona Lisas kjol (Pt:1)
- 2021 – Del två
- 2022 – EP med E4an (con E4an)
- 2022 – Six V's (con Orio)
- 2023 – En paus från Internet - Del 1

### Raccolte
- 2025 – Lost Tapes

### Singoli
- 2015 – Yasin
- 2016 – AllStars
- 2017 – Stäcka
- 2017 – Området
- 2017 – Bara om jag känner för det
- 2018 – Chicago
- 2018 – Bonvoyage
- 2018 – Kevin Gates
- 2018 – DSGIS
- 2019 – XO (con Dree Low)
- 2019 – Sig sauer (con Dree Low e Greezako)
- 2020 – Workin
- 2020 – Ge upp igen (con Miriam Bryant)
- 2020 – Talk 2 Me
- 2021 – Heartbroken
- 2021 – Botten (con E4an)
- 2022 – 20 talet
- 2022 – Sista spåret
- 2022 – Rec 130622
- 2022 – Team 2 Much (con Eno)
- 2022 – Magazine (con Pa Salieu)
- 2022 – Nåntig i luften
- 2023 – Nordvästra
- 2023 – Hoodrich
- 2023 – Glizzy (con Carmon)
- 2023 – Fantasy
- 2023 – Ambitions of a Rider (con JB)
- 2023 – Slowmotion
- 2023 – Salam
- 2023 – Zombie (con Haval)
- 2023 – Stockholm, Sweden
- 2024 – Sticky (con Lekaye)
- 2024 – Hur som helst
- 2024 – Ännu en dag (con Sickan)
- 2024 – Cecilia Lind
- 2024 – Vem som helst
- 2025 – See Me Shine
- 2025 – Love Doctor's (con Sexmane)